# Rikkärr

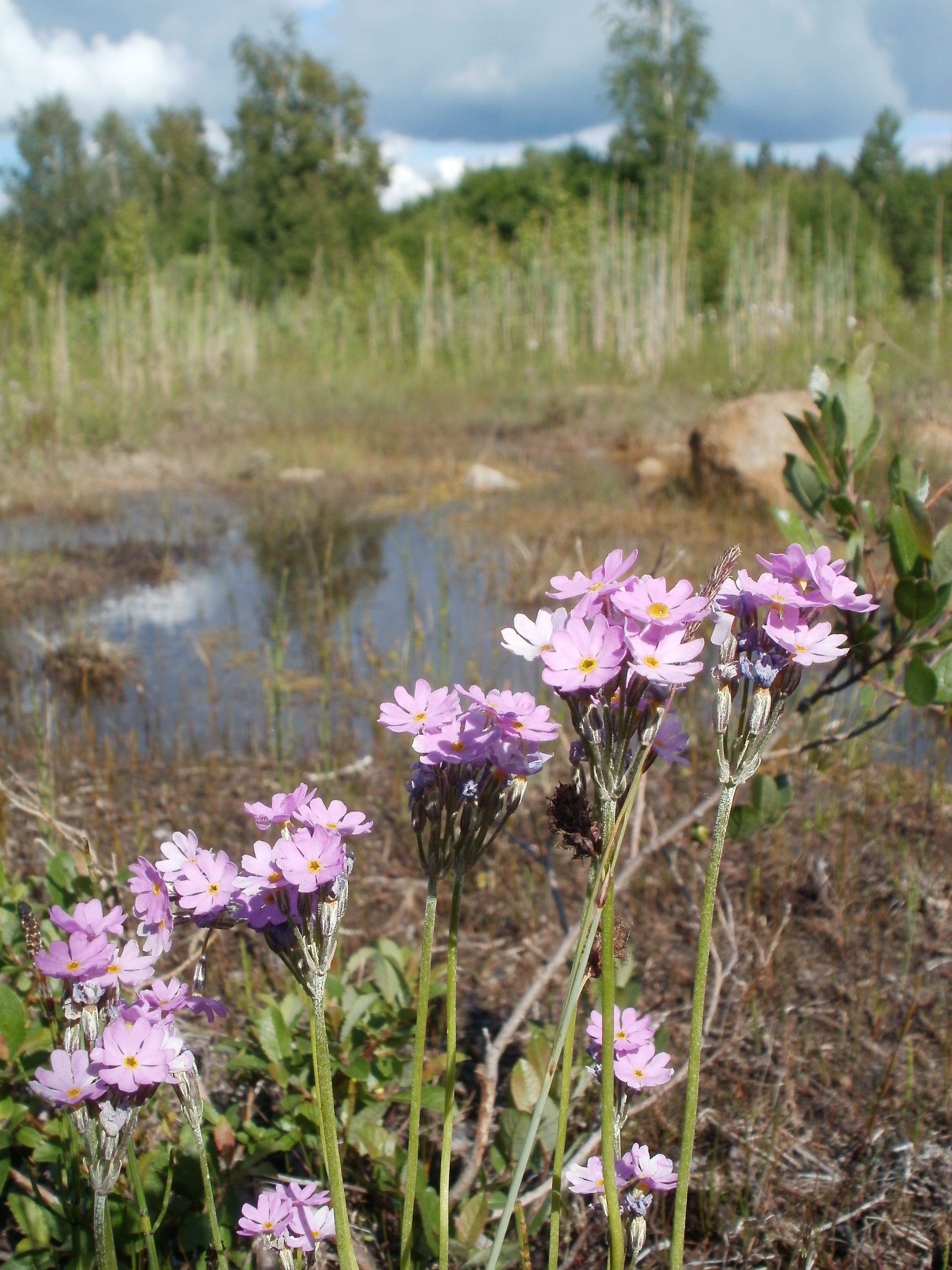
Rikkärr i Östergötland.

Rikkärr är en typ av myr som är rik på mineraler, främst kalcium men ibland även järn och magnesium. pH-värdet i ett rikkärr är nära neutralt (6–9). Samtidigt är rikkärren generellt ganska näringsfattiga, framför allt genom begränsad tillgång på fosfor.
Rikkärren har en specialiserad och artrik flora. I Sverige är så många som hundra olika arter av orkidéer, starr, andra kärlväxter och mossor rikkärrsspecialister.

## Indelning

### Sverige
I rikssvensk våtmarksklassificering indelas rikkärren i medelrikkärr eller övergångsrikkärr, som har ett pH-värde på 6–7 och inte är bundna till kalktrakter, samt extremrikkärr, som förekommer i kalktrakter och i regel har ett pH-värde över 7. Källpåverkade extremrikkärr har sin egen särart.
I den rikstäckande våtmarksinventeringen gjordes en mer detaljerad indelning av rikkärr utifrån Vegetationstyper i Norden. 

### Finland
Även finlandssvenska botanister använder ordet rikkärr. Det motsvarar då det som på finska kallas letto och som är en av de fyra huvudtyperna i den myrtypsklassificering som utvecklades av A.K. Cajander. De andra tre huvudtyperna är fattigmyr (neva), tallmyr  (räme) och skogskärr (korpi)
När rikkärren delas in i typer följs även här Vegetationstyper i Norden. Några exempel på typer av rikkärr som förekommer i Finland (finska namn inom parentes): 
- egentligt rikkärr (varsinainen letto)
- flark-rikkärr (rimpiletto)
- mad-rikkärr (luhtaletto)
- käll-rikkärr (lähdeletto)

Inom den finländska skogsnäringen har Cajanders terminologi fått en lite annan översättning till svenska. Trädlösa rikkärr benämns då brunmossar, medan rikkärr som är beväxta med gran och lövträd kallas gran- och lövkärr (överlappande finskans korpi).

## Typiska arter
Bottenskiktet i ett rikkärr domineras av brunmossor, framför allt skorpionmossor (Scorpicium), spärrmossor (Campylium), skedmossor (Calliergon) och tuffmossor (Palustriella). I fältskiktet förekommer ofta bladvass, trådstarr, hirsstarr, blåtåtel, pors och vattenklöver. De olika typer av rikkärr som används i rikssvensk terminologi kan skiljas åt genom förekomst av bland annat följande indikatorarter:
Medelrikkärr: gräsull, snip (ej i Norrland), tagelsäv, tätört (ej i Norrland), ängsnycklar, ängsstarr.
Extremrikkärr: ag, axag, huvudstarr, hårstarr, kärrknipprot, majviva.
Källpåverkade extremrikkärr: borststarr, brun ögontröst, gullbräcka, kärrlilja, lapptåg, trubbtåg.

## Hot
Rikkärren står för bara 2-3 % av Sveriges totala myrareal. Historiskt har många rikkärr använts som slåtter- och betesmarker, vilket har hindrat dem från att växa igen. Under 1800- och 1900-talet dikades många våtmarker ut, bland annat rikkärr, för att skapa ny jordbruksmark eller för att öka produktiviteten i skogsbruket. Idag är reglerna striktare kring dikning och hänsyn tas till bland annat de våtmarker som finns kvar. Det finns dock många andra hot mot rikkärren som försurning, övergödning och igenväxning (på grund av upphörd hävd, som slåtter och bete). Klimatförändringarna kan också leda till ändrade förhållanden som missgynnar rikkärren. Habitatfragmentering är ytterligare ett hot. Rikkärr är ofta små och utspridda i landskapet, vilket gör det svårt för djur och växter att sprida sig mellan de olika rikkärren.

## Skydd och åtgärder
Naturvårdsverket har tagit fram en åtgärdsplan för rikkärr, vilket kan ge hjälp i arbetet för att skydda och bevara rikkärren. Även de svenska miljömålen ”Myllrande våtmarker” och ”Ett rikt växt- och djurliv” berör rikkärren (Regeringskansliet 2004). Det är Naturvårdsverket som är ansvariga för arbetet med miljömålen (Miljömålssekretariatet, 2010).  
På EU-nivå finns Natura 2000-nätverket, vars syfte är att skydda värdefull miljö ur ett europeiskt perspektiv. Flera olika rikkärrshabitat (kodnummer: 7210-40 och 7160) ingår i Habitatdirektivet, och ska därmed också skyddas (Europakommissionen 2010a; Europakommissionen 2010b; Europakommissionen 2007).